# Boj zmaja sa orlovi
Boj zmaja sa orlovi (en cirílico: Бој змаја са орлови, en español: La lucha de dragones con águilas) es un poemario del género épico. Fue escrito por el serbio Jovan Rajić y fue publicado en 1791. Es considerado como la primera epopeya serbia.

## Composición
El libro se compone de varios capítulos ordenados por números romanos. Consta de 61 páginas.

## Descripción
Se trata de una epopeya. Esta obra iluminó a la escritura serbia en el siglo XVIII, ya que Rajić modificó minuciosamente el género épico en esta obra. Esto permitió la creación de otros géneros épicos en la literatura nacional.